# Algutstorps landskommun
Algutstorps landskommun var en tidigare kommun i dåvarande Älvsborgs län.

## Administrativ historik
När kommunbegreppet infördes i samband med att 1862 års kommunalförordningar trädde i kraft inrättades över hela landet cirka 2 400 landskommuner.
I Algutstorps socken i Kullings härad i Västergötland inrättades denna kommun.
24 november 1928 inrättades Vårgårda municipalsamhälle på gränsen till Kullings-Skövde landskommun, med en del i vardera kommunen.
Vid kommunreformen 1952 uppgick denna kommun med municipalsamhället i Vårgårda landskommun som 1971 ombildades till Vårgårda kommun.